# Valentin Ionescu
Valentin Marian Ionescu (n. 3 septembrie 1961, București) este un jurist român, fost consilier prezidențial al președintelui României Emil Constantinescu în perioada 5 septembrie 1997 - 5 decembrie 1997 și apoi ministru al privatizării din decembrie 1997 până în 14 aprilie 1998.
A absolvit Facultatea de Drept a Universității București în anul 1991, titlul lucrării de diplomă fiind Operațiuni de leasing în comerțul internațional. 
Valentin M. Ionescu a intrat în viața politică în anul 1990. O scurtă perioadă de timp a activat în organizația de tineret din București a Partidului Social Democrat Român (Președinte Sergiu Cunescu). În mai 1991, odată cu reînființarea Organizației de Tineret a Partidului Social Democrat Român la nivel național, Valentin M.Ionescu a devenit președintele acestei organizații. În toamna anului 1992, Valentin M. Ionescu a demisionat din PSDR și s-a înscris în Organizația de Tineret a Partidului Național Țărănesc Creștin și Democrat (PNT - CD). 
În ianuarie 1997, cu sprijinul PNT-CD, a devenit președintele Agenției Naționale pentru Privatizare. Ca președinte al acestei agenții guvernamentale și apoi în funcția de ministru al privatizării, Valentin M. Ionescu a inițiat o serie de politici prin care au fost introduse în legislație leasing-ul, franciza, organizarea și funcționarea burselor de mărfuri, precum și fondurile cu capital de risc. De asemenea, a inițiat revizuirea legislației privitoare la privatizarea sectorului industriei manufacturiere și de servicii, ceea ce a impulsionat procesul de dezetatizare a economiei în intervalul 1997-1999. Pentru o scurta perioadă a deținut funcția de consilier prezidențial al președintelui României (septembrie - decembrie 1997), după care s-a reîntors în structura guvernului, ca ministru al privatizării.
După formarea guvernului Radu Vasile în aprilie 1998, Valentin M. Ionescu a pierdut sprijinul politic și s-a retras din centrul vieții politice. În 1999 a părăsit PNȚ-CD, preferând să activeze în Uniunea Forțelor de Dreapta. Dar în anul 2000, după încheierea alianței dintre Uniunea Forțelor de Dreapta cu Partidul Național Țărănesc-Creștin Democrat, s-a înscris în Partidul Național Liberal, din conducerea căruia a făcut parte din septembrie 2002 până în februarie 2005. Din anul 2007, activează în Partidul Democrat Liberal.